# 혼다제트
혼다제트(HondaJet)는 일본의 자동차 제조사 혼다의 자회사인 혼다 에어크래프트 컴퍼니(Honda Aircraft Company)가 개발, 생산하는 항공기이다. 항공기를 만드는 것은 혼다의 창업주 혼다 소이치로의 꿈이었다. 쌍발엔진, 7인승의 소형 비즈니스 제트기이며 1990년대 후반에 일본에서 디자인 된 후 미국 노스캐롤라이나주 그린스보로에서 개발 및 제조되었다. 첫 비행은 2003년에 이루어졌고 2015년 12월부터 고객에게 인도가 시작되었다.
혼다제트의 큰 특징은 엔진이 날개 밑이 아니라 위에 장착되어있다는 것이다. 엔진은 제너럴 일렉트릭과 혼다가 공동개발한 HF120 터보팬 엔진을 사용한다.
2019년에 혼다제트는 3년 연속으로 비슷한 기종 가운데서 최고의 판매고를 기록하였다고 한다. 2019년 한해동안 36대를 인도하였다.

## 같이 보기
- 이클립스 500